# Agaue (Backanterna)
Agaue var i den grekiska mytologin dotter till Kadmos och Harmonia. Hon var gift med Echion och hade med honom sonen Pentheus. Agaue hade genom förtal kränkt sin syster Semeles ära och för detta straffade Dionysos,  Semeles son, henne på ett fruktansvärt sätt genom att hon i extatiskt vanvett sönderslet sin egen son Pentheus.
Agaue är en av backantinnorna i Euripides drama Backanterna och i Daniel Börtzs opera Backanterna.